# Phyllophaga discalis
Phyllophaga discalis är en skalbaggsart som beskrevs av Chapin 1935. Phyllophaga discalis ingår i släktet Phyllophaga och familjen Melolonthidae. Inga underarter finns listade i Catalogue of Life.